# The After Party
The After Party es una película estadounidense escrita y dirigida por Ian Edelman. La película es protagonizada por Kyle Harvey, Harrison Holzer, Shelley Hennig, Teyana Taylor, Jordan Rock, Amin Joseph, Andy Buckley y Blair Underwood.
La película fue estrenada el 24 de agosto de 2018 por Netflix.

## Sinopsis
Cuando un video de un aspirante a rapero se hace viral, el asunto pone en peligro sus aspiraciones como músico y piensa que su carrera está terminada. Pero una fiesta desenfrenada en Nueva York le brinda una nueva oportunidad para volver a soñar.

## Reparto
- Kyle Harvey como Owen Ellison.
- Harrison Holzer como Jeff Levine.
- Shelley Hennig como Alicia Levine.
- Teyana Taylor como Bl'Asia.
- Jordan Rock como Bernard.
- Amin Joseph como Leon.
- Andy Buckley como Mr. Levine
- Blair Underwood como Sgt. Martin Ellison

Varias celebridades tienen apariciones, incluyendo Dinah Jane, Wiz Khalifa, French Montana, DJ Khaled, Ski Mask the Slump God, Desiigner, Pusha T, Jadakiss, DMX, Tee Grizzley, Matt Rogers, Young M.A, A Boogie wit da Hoodie, Eddie Huang.

## Producción
En septiembre de 2017 se anunció que Ian Edelman escribiría y dirigiría The After Party para Netflix. Kyle Harvey, Harrison Holzer, Shelley Hennig, Teyana Taylor, Jordan Rock, Amin Joseph, Andy Buckley y Blair Underwood se unieron al elenco de la película.

### Rodaje
El rodaje comenzó en septiembre de 2017. La filmación fue programada para durar seis semanas en locaciones de Nueva York, incluyendo The Meadows Music & Arts Festival y Gramercy Theatre.

## Estreno
La película fue estrenada el 24 de agosto de 2018.

## Recepción
The After Party recibió reseñas negativas de parte de la crítica y de la audiencia. En el sitio web especializado Rotten Tomatoes, la película posee una aprobación de 0%, basada en 5 reseñas, con una calificación de 3.9/10, mientras que de parte de la audiencia tiene una aprobación de 85%, basada en 377 votos, con una calificación de 4.4/5.
En el sitio IMDb los usuarios le asignaron una calificación de 5.8/10, sobre la base de 4600 votos. En la página web FilmAffinity la cinta tiene una calificación de 4.8/10, basada en 303 votos.